# Concerto số 2 cho piano (Rachmaninoff)
Concerto số 2 cho piano cung Đô thứ, Op.18 là bản concerto nổi tiếng của nhà soạn nhạc người Nga Sergei Vasilievich Rachmaninoff . Đây là concerto có 3 chương. Chương đầu tiên là chương moderato với những cảm xúc dạt dào, nâng lên rồi lại hạ xuống qua những nốt nhạc. Chương thứ hai là chương adagio sostenuto. Ở chương này, người nghe có thể cảm nhận sự trầm lắng, da diết. Dường như piano chỉ cất lên những nốt yếu ớt như để chấm nhẹ cho chương này, chương II được viết ở giọng Mi trưởng (một giọng khá xa so với giọng chính của tác phẩm là Đô thứ, giống hệt như cách mà Beethoven đã sử dụng trong Concerto piano số 3 đúng 100 năm trước đó). Vẻ đẹp của nó đã tạo ra một bầu không khí đầy nhẹ nhàng và thư giãn. Dàn dây bắt đầu chơi một cách nhẹ nhất có thể, nó được flute, sau đó là clarinet tiếp nhận và piano khẽ hát lên giai điệu gần như một bản nocturne quyến rũ. Phần giữa, là một phần khá sôi nổi được kết hợp với một scherzo với những nốt cao của kèn gỗ và viola, tương tự như cadenza của piano, piano lại  dễ dàng đảm nhận cả 2 nhiệm vụ độc tấu và đệm cho dàn nhạc. Chương nhạc khép lại với không khí yên bình như lúc mở đầu. Chương cuối là chương allegro scherzando. Khác với 2 chương trước, chương này gồm những giai điệu nhanh đầy bất ngờ, sôi nổi, như để có sự hài hòa cho tác phẩm. 

## Lịch sử
Được sáng tác vào khoảng tháng 6 năm 1901 và tháng 4 năm 1901. Tác phẩm đã tạo nên danh tiếng của ông, và cũng là một trong những tác phẩm mà ông yêu thích nhất. Bản concerto này rất quan trọng với Rachmaninoff. Sau thảm họa của Bản giao hưởng đầu tiên vào năm 1897 ở Saint Petersburg, Rachmaninoff bị suy sụp tâm lý và trầm cảm khiến việc sáng tác bị gián đoạn trong ba năm. Năm 1899, ông được cho là sẽ biểu diễn bản Concerto cho piano thứ hai ở London, mặc dù tác phẩm của ông vẫn chưa hoàn thành xong, nhưng ông đã có màn trình diễn thành công. Thành công đã giúp ông trở lại với bản Concerto cho piano đầu tiên vào năm sau của anh ấy; thêm vào đó , anh ấy đã hứa sẽ xuất hiện trở lại với một bản Concerto mới và tốt hơn trước kia. Sau cuộc gặp không thành công với Leo Tolstoy nhằm hủy bỏ lệnh cấm viết văn, họ hàng của ông quyết định giới thiệu Rachmaninoff với nhà thần kinh học Nikolai Dahl, người mà ông đến thăm hàng ngày từ tháng 1 đến tháng 4 năm 1900. Rachmaninoff dành tặng bản concerto cho Dahl vì đã chữa trị thành công cho ông bằng cách phục hồi sức khỏe và sự tự tin trong cuộc đời, sự nghiệp sáng tác của ông. Tiếp theo, đây là món quà ông dành tặng cho bác sĩ thôi miên trị liệu Nikolai Dalh, người giúp ông vượt qua cơn khủng hoảng tinh thần lớn nhất trong đời. Thứ hai, với sự thành công của mình, bản concerto này đã giúp tác giả của có niềm tin vào sự nghiệp âm nhạc ở phía trước trong hoàn cảnh bản
giao hưởng số 1 của ông thất bại đầy đáng tiếc. Rõ ràng bản concerto này là sự chết đi sống lại của sự nghiệp của nhà soạn nhạc tài năng này. Tác phẩm này được ông sáng tác vào năm 1901, sau đó được biểu diễn và đã thành công mỹ mãn.

## Nhạc cụ
Thành phần dàn nhạc bao gồm : Piano độc tấu, 2 flute, 2 oboe, 2 clarinet, 2 bassoon, 4 horn, 2 trumpet, 3 trombone, tuba, timpani, bass drum, cymbals và đàn dây.

## Âm thanh
| Concerto số 2 cho piano của Rachmaninoff, chương 1 |  |
|                                                    |  |
|                                                    |  |

| Concerto số 2 cho piano của Rachmninoff, chương 2 |  |
|                                                   |  |
|                                                   |  |

| Concerto số 2 cho piano của Rachmaninoff, chương 3 |  |
|                                                    |  |
|                                                    |  |